# Indijum (111In) kapromab pendetid
Indijum (111In) kapromab pendetid (Prostascint) se koristi pri snimanju raka prostate. Kapromab je monoklonalno antitelo miša koje prepoznaje membranski antigen specifičan za prostatu (PSMA) iz ćelija raka prostate i normalnog prostatnog tkiva. On je vezan za pendetid, DTPA derivat. Pendetid deluje kao helatni agens za radionuklid indijum-111. Nakon intravenozne injekcije, snimanje se vrši koristeći kompjuterizovanu tomografiju emisije pojedinačnog fotona (SPECT).

## Literatura
- Hardman JG, Limbird LE, Gilman AG (2001). Goodman & Gilman's The Pharmacological Basis of Therapeutics (10. изд.). New York: McGraw-Hill. ISBN 0071354697. doi:10.1036/0071422803.
- Thomas L. Lemke; David A. Williams, ур. (2007). Foye's Principles of Medicinal Chemistry (6. изд.). Baltimore: Lippincott Willams & Wilkins. ISBN 0781768799.

## Spoljašnje veze
|  | Molimo Vas, obratite pažnju na važno upozorenje u vezi sa temama iz oblasti medicine (zdravlja). |